# Sigitas Parulskis

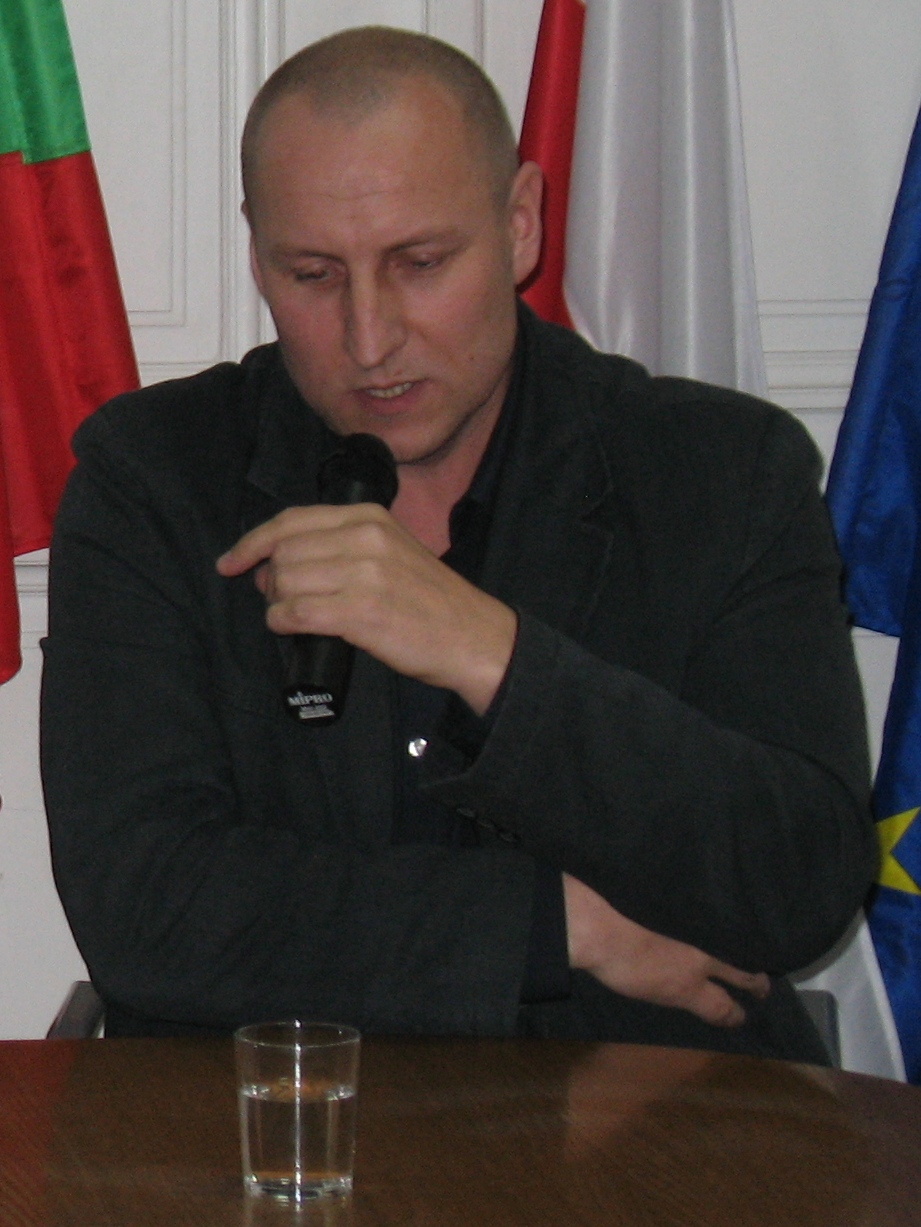
Sigitas Parulskis 2008

Sigitas Parulskis (* 10. Februar 1965 in Obeliai, Rajongemeinde  Rokiškis) ist ein litauischer Lyriker, Dramatiker, Romanautor, Kritiker und Essayist. Sigitas Parulskis gilt als das Enfant terrible der zeitgenössischen litauischen Literatur.

## Leben
Nach dem Abitur 1983 an der Mittelschule Obeliai bei Rokiškis absolvierte er 1990 das Diplomstudium (litauische Sprache und Literatur) an der Philologie-Fakultät der Vilniaus universitetas.
Für seinen ersten Gedichtband, 1990 erschienen, erhielt er 1991 den Zigmas-Gėlė-Preis für das beste Lyrikdebüt des Jahres. Sein erster Roman Drei Sekunden Himmel, in dem er seine Erfahrungen als Angehöriger einer sowjetischen Fallschirmjägerdivision in der Nähe von Cottbus verarbeitet hat, wurde vom litauischen Schriftstellerverband als das beste Buch des Jahres 2002 ausgezeichnet. Im Jahr 2004 bekam er für sein bisheriges Schaffen den Nationalpreis der Republik Litauen zuerkannt. Seine Werke wurden bisher in elf Sprachen übersetzt.
Er lebt in Vilnius.

## Werke in deutscher Übersetzung (Auswahl)
- Gedichte. Drei Sekunden Himmel (Auszüge). Kurzprosa. Aus dem Litauischen von Claudia Sinnig, Cornelius Hell und Markus Roduner. In: Krachkultur 11/2007, S. 60–88.
- Drei Sekunden Himmel. Roman. Aus dem Litauischen von Claudia Sinnig. Claassen, Berlin 2009, ISBN 978-3-546-00448-0.

## Auszeichnungen (Auswahl)
- 1991 Zigmas-Gėlė-Preis für das beste Lyrikdebüt des Jahres
- 2002 Preis des litauischen Schriftstellerverbandes für das beste Buch des Jahres
- 2004 Nationalpreis der Republik Litauen
- 2010 H.C. Artmann-Stipendium